# SVCD

Compact Disc Super Video (SVCD) 標誌／商標

Super Video CD（简称SVCD，也称超级VCD）是一種在標準CD媒體上儲存視訊的格式。以技術能力和影像品質來說，它的水準在VCD和DVD之間。

## 開發史
SVCD起初是在中華人民共和國信息產業部的指導下，由中国录制设备标准化委员会所開發的增強VCD格式的標準，是电子行业内第一个由中国人自己研究制定的产品标准。它的動機之一是，中國需要獨立於DVD、不會受科技版稅所影響的替代性格式。中國政府擔心DVD格式被外國公司高度掌控，因此迫切地開發可以在國內散佈而不受限制的格式。另外一個原因是預期SVCD的出現能夠降低成本，諸如中國國內的消費DVD 播放器和DVD授權費。
SVCD有兩個競爭對象，分別是C-Cube微系統開發的China Video Disc（CVD）和飛利浦、Sony、松下、JVC集團的HQ-VCD（VCD格式就是他們開發的）。CVD是最早出台的格式，其他兩方仍在草創階段時，它的規格書就已經完成。因此信息產業部和VCD集團同意合力開發，將HQ-VCD的功能整合入SVCD，但在1998年7月他們的規格書完成之時，CVD早已經被許多播放器的主力製造商所支援。為了維持相容性，CVD也被帶入SVCD的統一格式中，形成了Chaoji Video CD（規格書1998年11月），這與現存的SVCD幾乎完全相同。一台支援所謂SVCD的播放器，意味著它支援許多不同格式，包括SVCD、CVD、VCD 2.0、VCD 1.1 和CDDA碟片。
SVCD已經於2000年7月15日加入IEC標準，即IEC 62107；這代表它如同CDDA或VCD一樣，成為國際認定的CD格式之一。飛利浦已經將SVCD字樣加入該公司的經典Compact Disc圖示中。SVCD格式的電影已經在两岸三地和數個亞洲國家中販售，但在亞洲國家以外，是否成功則仍需商榷。在西方世界，SVCD通常是用來儲存從DVD或LD上拷貝下來的家庭錄影或電影。

## 規格
SVCD的解析度是DVD的三分之二，並且是VCD的2.7倍以上。一張標準的CD-R燒錄片可以容納60分鐘的一般品質SVCD視訊。因為在規格中並未限制SVCD的影片長度，假如要放入更長的影片，就必須降低位元率，影像的品質也會因此而降低。要放入超過100分鐘的影片而沒有明顯品質的損失是非常困難的，況且許多硬體播放器也無法播放位元率低於300-600kbps的影像。

### 視訊
- 编解码器：MPEG-2
- 解析度：
  - NTSC：480x480
  - PAL／SECAM：480x576
- 縱橫比：4:3
- 幀率：

右下為光碟尺寸

  - NTSC：每秒29.97或23.976楨
  - PAL／SECAM：每秒25楨
- 位元率：最高每秒2.6Mbps（2,600kbps）
  - 可使用穩定位元率 (CBR) 或可變位元率（VBR）

SVCD支援隔行掃描的影像，不過在楨率為23.976fps時則一定要使用3:2 pulldown。不像其他種同樣以CD做儲存的視訊媒體，如China Video Disc和VCD，SVCD因為解析度的緣故和DVD-Video並不相容。不過HD DVD支援480x480/576的解析度。视频与音频的总码率不得超过2756kilobits。设置此速率上限的原因，在某种程度上是，确保与转速较慢但价格较便宜的“二倍速（2× speed）”CD驱动器的兼容性。

### 音效
- 编解码器：MPEG-1 Audio Layer II
- 取樣頻率：44,100赫茲
- 輸出：單聲道、雙聲道或立體聲
- 位元率：32 至 384 kbps 之間固定數字
  - 穩定位元率編碼（CBR）

大多數的CD視訊媒體使用44.1kHz的取樣頻率，SVCD也不例外，但DVD則使用48kHz，所以兩者不相容。

### 額外功能
SVCD支援一些其他的功能，包括菜單、超連結、卡啦OK歌詞提示、overlay字幕、DVD品質的幻燈片秀（最高解析度NTSC 704x480或PAL 704x576）。SVCD可以有兩種不同的立體聲音效（使用於幕後評論或其他語言），而音效本身可以多至八軌道（以7.1聲道方式排列），環繞音效則使用MPEG Multichannel格式。即使如此，受制於CD的容量和粗劣的回放硬體，這樣的音效規格並不實用。

### 回放問題
許多播放器呈現的SVCD影像天生就有缺陷，因為它的規格幾乎要違反了取樣理論。它的「三分之二」解析度幾乎很少透過完全的播放器內建電路來實現，理由是硬體播放器本身雖然支援許多不同格式（VCD、SVCD、DVD等等），它們的水平解析度並不相同（360、480、540、720像素），但卻只提供一個類比low pass濾鏡，也就是說三種格式中有兩種會產生混疊失真（aliasing）。通常這個濾鏡以最好的畫質媒體做最佳化，所以DVD受惠而SVCD則因為 foldover損失畫質。如果顯示不遵循正確的理論，這種令人不快的混疊失真，會使影像被來自其他地方的噪訊所埋沒，例如攝影機、量化和MPEG的瑕疵（artifact）。

## 外部連結
- Technical Explanation of SVCD
- AfterDawn's SVCD guides（页面存档备份，存于）
- VideoHelp description of SVCD（页面存档备份，存于）

1. ↑  叶蓁蓁. . 光明网. 光明日报. 1998-09-03  [2021-10-21]. （原始内容存档于2021-10-23）.